# دين شامبرلين
دين شامبرلين (بالإنجليزية: Dean Chamberlain) هو مصور أمريكي، ولد في 1954.